# Coupe de France (volleyboll, damer)
Coupe de France är en volleybolltävling organiserad av Fédération Française de Volleyball sedan 1986.

## Resultat per säsong[1]
| Säsong                  | Säsong              | Podium                                | Podium                                    | Podium                                |                  |
| År                      | Spelplats (finalen) | Vinnare                               | Matchresultat                             | Finalist                              |                  |
| ----------------------- | ------------------- | ------------------------------------- | ----------------------------------------- | ------------------------------------- | ---------------- |
| 1985-86 mer information | Colmar              | Clamart Volley-Ball                   | 3 - 1 (15-2, 15-8, 12-15, 15-13)          | VGA Saint-Maur                        |                  |
| 1986-87 mer information | Poitiers            | Clamart Volley-Ball                   | -                                         | RC de France                          |                  |
| 1987-88 mer information | Nîmes               | RC de France                          | 3 - 0 (15-8, 15-3, 15-12)                 | RC Cannes                             |                  |
| 1988-89                 | -                   | Genomfördes inte                      | Genomfördes inte                          | Genomfördes inte                      | Genomfördes inte |
| 1989-90 mer information | -                   | RC de France                          | -                                         | Courrières Sport                      |                  |
| 1990-91 mer information | Paris               | VBC Riom                              | 3 - 2 (12-15, 15-10, 15-8, 11-15, 15-7)   | RC de France                          |                  |
| 1991-92 mer information | -                   | RC de France                          | 3 - 2 (11-15, 15-7, 6-15, 16-14, 17-15)   | VBC Riom                              |                  |
| 1992-93 mer information | -                   | RC de France                          | -                                         | VBC Riom                              |                  |
| 1993-94 mer information | Villebon-sur-Yvette | SES Calais                            | 3 - 1 (15-17, 15-12, 15-5, 15-1)          | RC Cannes                             |                  |
| 1994-95 mer information | -                   | VBC Riom                              | -                                         | RC Cannes                             |                  |
| 1995-96 mer information | Paris               | RC Cannes                             | 3 - 2                                     | VBC Riom                              |                  |
| 1996-97 mer information | Paris               | RC Cannes                             | 3 - 2 (16-14, 7-15, 15-6, 12-15, 15-8)    | VBC Riom                              |                  |
| 1997-98 mer information | Limoges             | RC Cannes                             | 3 - 0 (15-4, 15-12, 15-12)                | VBC Riom                              |                  |
| 1998-99 mer information | Paris               | RC Cannes                             | 3 - 2                                     | Clamart Volley-Ball                   |                  |
| 1999-00 mer information | Paris               | RC Cannes                             | 3 - 0 (25-15, 25-21, 25-15)               | ASPTT Mulhouse                        |                  |
| 2000-01 mer information | Paris               | RC Cannes                             | 3 - 0 (25-17, 25-17, 25-18)               | USSP Albi                             |                  |
| 2001-02 mer information | Poitiers            | RC Villebon 91                        | 3 - 1 (25-18, 25-18, 19-25, 25-18)        | RC Cannes                             |                  |
| 2002-03 mer information | Paris               | RC Cannes                             | 3 - 0 (25-20, 25-21, 25-19)               | USSP Albi                             |                  |
| 2003-04 mer information | Riom                | RC Cannes                             | 3 - 0 (25-20, 25-14, 25-19)               | RC Villebon 91                        |                  |
| 2004-05 mer information | Cannes              | RC Cannes                             | 3 - 0 (25-14, 25-22, 25-12)               | La Rochette Volley                    |                  |
| 2005-06 mer information | Vandœuvre-lès-Nancy | RC Cannes                             | 3 - 0 (25-13, 25-12, 25-14)               | USSP Albi                             |                  |
| 2006-07 mer information | Auxerre             | RC Cannes                             | 3 - 1 (25-19, 25-15, 23-25, 25-15)        | La Rochette Volley                    |                  |
| 2007-08 mer information | Cannes              | RC Cannes                             | 3 - 1 (25-12, 18-25, 25-15, 31-29)        | Entente Sportive Le Cannet-Rocheville |                  |
| 2008-09 mer information | Vandœuvre-lès-Nancy | RC Cannes                             | 3 - 0 (25-14, 25-12, 25-17)               | ASPTT Mulhouse                        |                  |
| 2009-10 mer information | Paris               | RC Cannes                             | 3 - 1 (20-25, 25-20, 25-15, 25-16)        | ASPTT Mulhouse                        |                  |
| 2010-11 mer information | Paris               | RC Cannes                             | 3 - 0 (25-19, 25-15, 25-21)               | Entente Sportive Le Cannet-Rocheville |                  |
| 2011–12 mer information | Paris               | RC Cannes                             | 3 - 0 (25-20, 25-16, 25-18)               | ASPTT Mulhouse                        |                  |
| 2012–13 mer information | Paris               | RC Cannes                             | 3 - 1 (24-26, 25-15, 25-20, 25-21)        | SES Calais                            |                  |
| 2013–14 mer information | Paris               | RC Cannes                             | 3 - 0 (25-14, 25-16, 25-15)               | Volley-Ball Nantes                    |                  |
| 2014–15 mer information | Paris               | Entente Sportive Le Cannet-Rocheville | 3 - 1 (25-21, 25-22, 19-25, 25-12)        | RC Cannes                             |                  |
| 2015–16 mer information | Paris               | RC Cannes                             | 3 - 1 (25-17, 23-25, 25-17, 26-24)        | Volley-Ball Nantes                    |                  |
| 2016–17 mer information | Clermont-Ferrand    | Pays d'Aix Venelles Volley-Ball       | 3 - 2 (12-25, 25-17, 22-25, 25-22, 17-15) | Béziers Volley                        |                  |
| 2017–18 mer information | Paris               | RC Cannes                             | 3 - 1 (16-25, 25-20, 25-20, 27-25)        | Béziers Volley                        |                  |
| 2018–19 mer information | Mulhouse            | AS Saint-Raphaël Var Volley-Ball      | 3 - 1 (20-25, 25-22, 27-25, 25-10)        | Volley-Ball Nantes                    |                  |
| 2019–20 mer information | Cannes              | Pays d'Aix Venelles Volley-Ball       | 3 - 0 (25-22, 25-18, 25-20)               | Volero Le Cannet                      |                  |
| 2020–21 mer information | Mulhouse            | ASPTT Mulhouse                        | 3 - 0 (25-20, 25-19, 25-17)               | Istres Ouest Provence Volley-Ball     |                  |
| 2021–22 mer information | Paris               | Volero Le Cannet                      | 3 - 1 (25-12, 25-19, 19-25, 25-23)        | RC Cannes                             |                  |
| 2022–23 mer information | Paris               | Béziers Volley                        | 3 - 2 (25-12, 21-25, 25-17, 15-25, 15-10) | RC Cannes                             |                  |
| 2023–24 mer information | Paris               | Neptunes de Nantes                    | 3 - 0 (25-19, 25-18, 25-20)               | Volley Mulhouse Alsace                |                  |
| 2024–25 mer information | Chartres            | Volley Mulhouse Alsace                | 3 - 1 (28-26, 22-25, 25-19, 25-22)        | Neptunes de Nantes                    |                  |